# Helene Beach Festival
Das Helene Beach Festival war ein Open-Air-Festival am Strand des Helenesees in Brandenburg, unweit von Frankfurt (Oder). Es fand üblicherweise am letzten Juli-Wochenende statt. Nach der COVID-19-Pandemie und auf Grund verschiedener äußerer Umstände findet es seit 2023 deutlich verkleinert als Festival für Elektronische Musik unter den Namen Helene Beach Party und Helene Beach Open Air statt.

## Geschichte
Das Festival wurde erstmals 2011 am Helenesee abgehalten, es wurden 50 Musikacts auf drei Bühnen präsentiert. Im Lauf der Jahre wurde die Veranstaltung auf vier Tage mit etwa 100 Musikacts auf acht Bühnen vergrößert. Stilistisch werden unterschiedliche Genres wie Pop/Rock, Techno/House und Hip Hop geboten. Mit 30.000 Besuchern im Jahr 2019 ist es zeitgleich das größte Musikfestival in Brandenburg.
In den Jahren 2020 und 2021 wurde das Festival aufgrund der anhaltenden COVID-19-Pandemie abgesagt und auf das Jahr 2022 verschoben. Auch 2022 wurde das Festival abgesagt. Die Veranstalter gaben organisatorische Gründe an. Zudem war der Helenesee wegen Rutschungen am Uferbereich gefährdet. Von 2022 und 2024 fanden stattdessen sogenannte „Beach Partys“ statt, bei denen auch musikalische Auftritte stattfanden. 2022 war B-Tight Headliner, 2023 Alfred Heinrichs, Thomas Lizzara, Komacasper und Ostekke. 2024 traten Dr. Motte und WestBam auf.
Erstmals 2024 konnte das Festival unter dem namen Helene Beach Open Air wieder sttattfinden, jedoch nun als Festival für elektronische Musik.

## Künstler (Auswahl)
- 2011: Marteria, Jennifer Rostock, Monika Kruse, Lexy & K-Paul, Frida Gold, Northern Lite
- 2012: K.I.Z, Bosse, Kraftklub, Fritz Kalkbrenner, Turntablerocker, André Galluzzi, Tiefschwarz
- 2013: Mia., Marteria, Madsen, Max Herre, Royal Republic, Die Orsons, Blitzkids mvt., Marek Hemmann
- 2014: Cro, Bosse, Revolverheld, Jennifer Rostock, Alligatoah, MC Fitti, Laing, I Heart Sharks
- 2015: Sido, K.I.Z, Guano Apes, Kollegah, Robin Schulz, Prinz Pi, Haftbefehl, Eko Fresh, Bonaparte
- 2016: Fritz Kalkbrenner, Showtek, Richie Hawtin, Dubfire, Trailerpark, Mark Forster, SDP, Junge Junge
- 2017: K.I.Z, Sportfreunde Stiller, Bosse, 257ers, Die Orsons, Klaudia Gawlas, Alle Farben, Kool Savas, Pan-Pot
- 2018: Paul Kalkbrenner, Savas & Sido, SDP, Sven Väth, Tim Bendzko, Mike Perry, SXTN, WestBam
- 2019: Kontra K, Alle Farben, Gestört aber geil, Sven Väth, Finch Asozial, Adam Beyer, Felix Kröcher, Trettmann, Gzuz

### Beach Partys
- 2022: B-Tight[11]
- 2023: Alfred Heinrichs, Thomas Lizzara, Komacasper, Ostekke, Tim&Struppi, 12NullNull, Sven Nicefeld, Jay Kayzer, Stereotyps, AH Melodie,  Stefan H., Steeltech, Kan&Dinsky, Toxic Bunker Residents, Warhoule, Sebastian Albrecht, Er&Ich, BlochanBloch, Solo Co.
- 2024: Dr. Motte, Westbam, 12NullNull, Somaphone, Jay de Laze, Housekasper, Ostekke, Strangetekk, Der Sinto, Canard, Dangertekk, Der Beschrenkte, D3r Maschinist,  DJ Buster, Warhoule, Er&Ich , Tiefundton, Steeltech, Ah Melodie, Kan&Dinsky, Stefan H., Honschu Lee, Rene Oldenburg, Kollektiff, DJeanny, Thomas Lizzara, Martin Books, Mathew Brennt, Bloch an Bloch, Dark Lizz, S. Albrecht und Landora[10]

### Helene Beach Open Air
- 2025: Lexy & K-Paul, AKA AKA, Martin Books, Tiefundton, Kopf&Hörer, Eycer, Raket One, Mandy von Dorten, Phiesi, Abzocka, Actek, District Red, Rezzistentz, Kan&Dinsky, Der Beschrenkte, Rudi, Glooria Game Boyz, Honschu Lee, Rene Oldenburg, Max Trescher, Somaphon, Er&Ich, Bellex